# Rickettsiose
 Mise en garde médicale
Les rickettsioses sont des zoonoses dues à des rickettsies (Rickettsia), un genre de bactéries intracellulaires strictes appartenant à la famille des Rickettsiaceae (ordre des Rickettsiales).
Elles constituent un ensemble de maladies infectieuses transmises par des arthropodes vecteurs (pou, puce, tique). Au XXIe siècle, une nouvelle classification les distingue en deux groupes, le groupe « boutonneux » et le groupe « typhus ».
Leur gravité est variable : des maladies sont bénignes, d'autres sévères, la plus grave étant le typhus exanthématique ou épidémique.
Pour l'histoire générale de ces maladies, 

## Groupe boutonneux
En France métropolitaine, les principales rickettsioses boutonneuses sont :
- Fièvre boutonneuse méditerranéenne, causée par R. conorii conorii.
- TIBOLA ou TIck BOrne LymphAdenetis, par R. slovaca et R. raoulti.
- LAR ou Lymphagitis Associated Rickettsiosis, par R. sibirica mongolitimonae.
- R. helvetica : infection fréquente mais rarement cliniquement parlante retrouvée dans les cas de piqûre d’Ixodes ricinus[2].

Dans le reste du monde, on trouve :
- Fièvre pourprée des montagnes Rocheuses, par R. rickettsii.
- Fièvre à tiques africaine, par R. africae.
- Rickettsiose vésiculeuse ou Rickettsialpox, par R. akari.
- Infection à Rickettsia felis, transmise par la puce du chat, Ctenocephalides felis a été décrite chez l'homme en 2002, moins de 100 cas dans le monde ont été rapportés (2002-2016)[3].

## Groupe typhus
- Typhus exanthématique ou épidémique, par R. prowazekii.
- Typhus murin, par R. typhi.

## Autres
Stricto sensu, le terme rickettsiose devrait s'appliquer aux maladies dues au genre Rickettsia, mais il reste encore utilisé pour désigner celles dues à l'ordre des Rickettsiales.
Le typhus des broussailles reste communément désigné sous le terme de rickettsiose, car causé par un organisme anciennement nommé R. tsutsugamushi, mais reclassifié dans un autre genre et renommé Orientia tsutsugamuchi.
Il en est de même pour l'ehrlichiose et l'anasplasmose dont les agents sont classés dans l'ordre des Rickettsiales.

## Diagnostic et traitement
Les rickettsies sont difficiles à cultiver, et le diagnostic ne peut être fait selon les méthodes classiques de microbiologie. La sérologie est un outil important, mais qui ne permet pas un diagnostic précoce.
Le diagnostic est confirmé par biologie moléculaire, comme la PCR sur écouvillon d'escarre d'inoculation (pour les rickettsioses boutonneuses), ou dans le sérum (pour le groupe typhus, mais possible que par des laboratoires spécialisés).
Le traitement repose sur une antibiothérapie rapide et adaptée, basée sur la doxycycline, antibiotique de référence pour les rickettsioses. La prévention repose sur l'éviction ou la lutte contre les arthropodes vecteurs (en France, principalement les tiques).